# Segunda División B de España 2005-06
La temporada 2005–06 de la Segunda División B de España de fútbol corresponde a la 29.ª edición del campeonato y se disputó entre el 28 de agosto de 2005 y terminó el 28 de mayo de 2006 en su fase regular. Posteriormente se disputó la promoción de ascenso entre el 3 de junio y el 25 de junio.

## Sistema de competición
Participan ochenta clubes de toda la geografía española, encuadrados en cuatro grupos de veinte equipos según proximidad geográfica. Se enfrentan en cada grupo todos contra todos en dos ocasiones -una en campo propio y otra en campo contrario- durante un total de 38 jornadas. El orden de los encuentros se decide por sorteo antes de empezar la competición. La Real Federación Española de Fútbol es la responsable de designar a los árbitros de cada encuentro.
El ganador de un partido obtiene tres puntos, el perdedor no suma puntos, y en caso de un empate hay un punto para cada equipo. Al término del campeonato, el equipo que acumula más puntos en cada grupo se proclama campeón de Segunda División B y juega la promoción de ascenso; junto con los segundos, terceros y cuartos clasificados de cada grupo para ascender a Segunda División. Esta promoción tiene formato de eliminación directa a doble partido, con cuatro grupos en los que se emparejan equipos de distintos grupos y que hayan quedado en posiciones distintas, emparejándose primeros contra cuartos y segundos contra terceros. Los vencedores disputan la eliminatoria final.
Los cuatro últimos equipos clasificados de cada grupo descienden a Tercera División. Los decimosextos clasificados juegan la promoción por la permanencia que se disputa por eliminación directa a doble partido y los emparejamientos se determinan por sorteo. Los dos equipos derrotados se enfrentan en otra eliminatoria a doble partido en la que el perdedor pierde la categoría.

## Equipos de la temporada 2005/06
| Datos de ascensos y descensos |
| --- |
| Córdoba CF, Pontevedra CF, UD Salamanca y Terrassa FC descienden de Segunda División A. CD Castellón, Hércules CF, Lorca Deportiva CF y Real Madrid CF "B" ascienden a Segunda División A. Arenas CD, Atlético Arteixo, CD Don Benito, RCD Espanyol "B", UD Fuerteventura, Gimnástica de Torrelavega, Girona FC, CD Guijuelo, Haro Deportivo, Jerez CF, RCD Mallorca "B", CD Mirandés, CDA Navalcarnero, Novelda CF, Peña Sport FC, Sestao River Club y Tomelloso CF descienden a Tercera División. Águilas CF, UD Almansa, CD Baza, Cultural Durango, CE L'Hospitalet, Mérida UD, CD Móstoles, SD Negreira, Real Oviedo, Club Portugalete, Racing de Santander "B", Real Valladolid CF "B", CF Reus Deportiu, CD San Isidro, UE Sant Andreu, CD Villanueva y Zalla UC ascienden a Segunda División B. |

### Grupo 1
En este grupo se encuentran los equipos de: Galicia (4), Comunidad de Madrid (8), Canarias (7) y la ciudad autónoma de Melilla (1).
| - RC Celta de Vigo "B" - SD Negreira - CD Ourense - Pontevedra CF - RSD Alcalá - AD Alcorcón - Club Atlético de Madrid "B" - CF Fuenlabrada - CD Leganés - CD Móstoles |  | - Rayo Vallecano - UD San Sebastián de los Reyes - Castillo CF - UD Lanzarote - UD Las Palmas - UD Pájara-Playas de Jandía - CD San Isidro - Universidad LPGC CF - UD Vecindario - UD Melilla |

### Grupo 2
En este grupo se encuentran los equipos de: Asturias (2), Cantabria (1), País Vasco (10) y Castilla y León (7).
| - Club Marino de Luanco - Real Oviedo - Racing de Santander "B" - Amurrio Club - Barakaldo CF - Athletic Club "B" - Cultural Durango - Deportivo Alavés "B" - SD Lemona - Club Portugalete |  | - Real Sociedad de Fútbol "B" - Real Unión Club - Zalla UC - Burgos CF - Cultural Leonesa - CF Palencia - SD Ponferradina - Real Valladolid CF "B" - UD Salamanca - Zamora CF |

### Grupo 3
En este grupo se encuentran los equipos de: Cataluña (9), Comunidad Valenciana (5), Navarra (2), La Rioja (2) y Aragón (2).
| - CF Badalona - FC Barcelona "B" - UE Figueres - UDA Gramenet - CE L'Hospitalet - CF Reus Deportiu - CE Sabadell FC - UE Sant Andreu - Terrassa FC - CD Alcoyano |  | - Alicante CF - Benidorm CD - Levante UD "B" - Villajoyosa CF - Club Atlético Osasuna "B" - CM Peralta - CD Alfaro - Logroñés CF - SD Huesca - Real Zaragoza "B" |

### Grupo 4
En este grupo se encuentran los equipos de: Andalucía (10), Región de Murcia (2), Extremadura (4), Castilla-La Mancha (3) y la ciudad autónoma de Ceuta (1).
| - CD Alcalá - Algeciras CF - CD Baza - Córdoba CF - Écija Balompié - Real Jaén CF - CD Linares - UD Marbella - Sevilla FC "B" - CD Villanueva |  | - Águilas CF - FC Cartagena - CD Badajoz - CD Díter Zafra - CF Extremadura - Mérida UD - UD Almansa - UB Conquense - Talavera CF - AD Ceuta |

## Clasificaciones y resultados

### Grupo I

#### Clasificación
| Pos. | Equipo                           | Pts. | PJ | G  | E  | P  | GF | GC | Dif. | Clasificación                     |
| ---- | -------------------------------- | ---- | -- | -- | -- | -- | -- | -- | ---- | --------------------------------- |
| 1    | Universidad LPGC C. F.           | 75   | 38 | 21 | 12 | 5  | 53 | 22 | +31  | Acceso a Promoción de ascenso     |
| 2    | Pontevedra C. F.                 | 70   | 38 | 21 | 7  | 10 | 70 | 30 | +40  | Acceso a Promoción de ascenso     |
| 3    | U. D. Las Palmas (A)             | 67   | 38 | 18 | 13 | 7  | 45 | 24 | +21  | Acceso a Promoción de ascenso     |
| 4    | U. D. Vecindario (A)             | 66   | 38 | 19 | 9  | 10 | 53 | 36 | +17  | Acceso a Promoción de ascenso     |
| 5    | Rayo Vallecano                   | 62   | 38 | 16 | 14 | 8  | 48 | 34 | +14  |                                   |
| 6    | C. F. Fuenlabrada                | 61   | 38 | 16 | 13 | 9  | 42 | 39 | +3   |                                   |
| 7    | A. D. Alcorcón                   | 52   | 38 | 14 | 10 | 14 | 40 | 45 | −5   |                                   |
| 8    | U. D. Melilla                    | 50   | 38 | 14 | 8  | 16 | 37 | 44 | −7   |                                   |
| 9    | Atlético de Madrid "B"           | 50   | 38 | 13 | 11 | 14 | 40 | 40 | 0    |                                   |
| 10   | U. D. San Sebastián de los Reyes | 50   | 38 | 11 | 17 | 10 | 39 | 35 | +4   |                                   |
| 11   | U. D. Lanzarote                  | 47   | 38 | 12 | 11 | 15 | 44 | 44 | 0    |                                   |
| 12   | U. D. Pájara-Playas de Jandía    | 46   | 38 | 10 | 16 | 12 | 34 | 34 | 0    |                                   |
| 13   | C. D. Leganés                    | 46   | 38 | 12 | 10 | 16 | 40 | 48 | −8   |                                   |
| 14   | C. D. Ourense                    | 46   | 38 | 12 | 10 | 16 | 37 | 48 | −11  |                                   |
| 15   | R. C. Celta de Vigo "B"          | 45   | 38 | 12 | 9  | 17 | 44 | 59 | −15  |                                   |
| 16   | Castillo C. F. (D)               | 45   | 38 | 10 | 15 | 13 | 26 | 38 | −12  | Acceso a Promoción de permanencia |
| 17   | R. S. D. Alcalá (D)              | 39   | 38 | 9  | 12 | 17 | 32 | 50 | −18  | Descenso a Tercera División       |
| 18   | C. D. San Isidro (D)             | 39   | 38 | 9  | 12 | 17 | 35 | 49 | −14  | Descenso a Tercera División       |
| 19   | C. D. Móstoles (D)               | 34   | 38 | 7  | 13 | 18 | 34 | 50 | −16  | Descenso a Tercera División       |
| 20   | S. D. Negreira (D)               | 34   | 38 | 8  | 10 | 20 | 30 | 54 | −24  | Descenso a Tercera División       |

 Fuente: BDFutbol
Criterios de clasificación: Puntos · Enfrentamientos directos · Diferencia de goles · Goles a favor · Play-off

#### Resultados
| Local \ Visitante             | Ala | Alo | Atl | Cas | Cel | Fue | Lan | Las | Leg | Mel | Mos | Neg | Our | Paj | Pon | Ray | SIs | SSe | Uni | Vec |
| ----------------------------- | --- | --- | --- | --- | --- | --- | --- | --- | --- | --- | --- | --- | --- | --- | --- | --- | --- | --- | --- | --- |
| RSD Alcalá                    | —   | 0–0 | 0–0 | 1–0 | 2–2 | 0–2 | 1–1 | 2–2 | 2–1 | 0–1 | 1–1 | 2–1 | 3–1 | 1–3 | 2–1 | 0–1 | 0–0 | 0–1 | 1–2 | 0–1 |
| AD Alcorcón                   | 3–1 | —   | 1–1 | 2–1 | 3–0 | 1–2 | 1–0 | 1–1 | 1–1 | 1–0 | 0–0 | 0–2 | 2–1 | 2–1 | 1–0 | 2–3 | 1–0 | 0–1 | 1–0 | 1–2 |
| Atlético de Madrid "B"        | 0–0 | 2–1 | —   | 3–2 | 0–2 | 3–2 | 2–0 | 1–1 | 0–1 | 2–0 | 1–1 | 2–0 | 0–1 | 0–0 | 1–1 | 0–1 | 1–0 | 1–1 | 0–2 | 0–1 |
| Castillo CF                   | 1–0 | 0–0 | 1–2 | —   | 0–1 | 0–0 | 0–1 | 0–0 | 1–1 | 1–0 | 1–0 | 1–1 | 1–0 | 1–1 | 1–0 | 1–1 | 1–0 | 3–1 | 0–4 | 1–1 |
| RC Celta de Vigo "B"          | 2–1 | 1–3 | 0–5 | 0–0 | —   | 0–1 | 1–2 | 1–0 | 1–3 | 3–0 | 2–2 | 0–0 | 2–2 | 3–1 | 1–2 | 2–0 | 3–1 | 0–0 | 0–1 | 0–3 |
| CF Fuenlabrada                | 2–1 | 1–0 | 0–0 | 0–0 | 3–3 | —   | 2–1 | 1–0 | 0–1 | 0–0 | 1–0 | 2–2 | 1–0 | 2–2 | 1–2 | 1–0 | 1–1 | 0–0 | 2–1 | 3–0 |
| UD Lanzarote                  | 3–0 | 2–0 | 1–0 | 0–0 | 1–2 | 3–0 | —   | 0–1 | 4–2 | 0–0 | 4–2 | 3–0 | 1–2 | 2–2 | 4–3 | 1–2 | 0–0 | 3–2 | 0–3 | 0–0 |
| UD Las Palmas                 | 3–0 | 4–0 | 1–0 | 2–0 | 2–2 | 1–1 | 1–0 | —   | 0–0 | 2–0 | 3–1 | 1–0 | 1–1 | 0–0 | 0–0 | 1–0 | 2–0 | 2–1 | 2–0 | 2–1 |
| CD Leganés                    | 0–1 | 2–2 | 1–2 | 1–2 | 1–0 | 0–1 | 2–1 | 1–1 | —   | 1–0 | 2–1 | 3–0 | 1–0 | 1–0 | 1–3 | 1–0 | 1–1 | 1–1 | 0–2 | 3–0 |
| UD Melilla                    | 1–2 | 1–3 | 2–1 | 4–2 | 1–3 | 1–2 | 0–0 | 0–0 | 5–2 | —   | 2–0 | 2–1 | 2–2 | 1–0 | 0–1 | 3–0 | 1–0 | 2–1 | 1–1 | 2–1 |
| CD Móstoles                   | 1–1 | 2–2 | 3–1 | 0–0 | 0–2 | 1–1 | 2–0 | 2–0 | 0–0 | 0–1 | —   | 3–0 | 1–3 | 0–1 | 0–1 | 0–3 | 1–2 | 0–0 | 2–1 | 0–1 |
| SD Negreira                   | 1–0 | 1–2 | 0–4 | 1–1 | 4–0 | 0–0 | 2–1 | 0–0 | 2–1 | 3–0 | 1–2 | —   | 1–1 | 1–1 | 0–4 | 0–1 | 0–1 | 2–0 | 0–1 | 2–4 |
| CD Ourense                    | 2–1 | 2–0 | 1–0 | 1–0 | 1–3 | 3–0 | 0–1 | 0–3 | 3–1 | 0–1 | 0–0 | 1–0 | —   | 1–0 | 1–0 | 1–4 | 0–2 | 0–0 | 0–0 | 2–3 |
| UD Pájara Playas de Jandía    | 0–0 | 1–0 | 0–0 | 2–0 | 1–0 | 1–1 | 1–1 | 0–1 | 1–0 | 3–1 | 1–0 | 0–0 | 3–0 | —   | 0–0 | 1–1 | 1–2 | 0–2 | 0–1 | 2–0 |
| Pontevedra CF                 | 2–2 | 3–1 | 6–0 | 5–0 | 2–1 | 3–0 | 4–1 | 0–1 | 2–1 | 1–0 | 0–1 | 6–0 | 2–0 | 2–0 | —   | 1–2 | 2–0 | 3–1 | 1–1 | 0–1 |
| Rayo Vallecano                | 0–0 | 1–1 | 0–2 | 1–1 | 3–0 | 2–1 | 1–1 | 2–0 | 2–0 | 1–2 | 1–0 | 0–1 | 0–0 | 2–2 | 1–1 | —   | 3–1 | 1–1 | 2–1 | 1–1 |
| CD San Isidro                 | 1–2 | 0–1 | 2–1 | 0–1 | 1–1 | 1–2 | 0–0 | 1–2 | 2–0 | 1–0 | 2–2 | 2–1 | 3–2 | 0–0 | 1–4 | 2–2 | —   | 1–1 | 1–1 | 1–1 |
| UD San Sebastián de los Reyes | 5–1 | 0–0 | 1–1 | 1–0 | 2–0 | 1–2 | 0–0 | 2–1 | 1–1 | 0–0 | 1–1 | 1–0 | 3–0 | 1–0 | 1–1 | 1–3 | 2–0 | —   | 0–2 | 0–0 |
| Universidad LPGC CF           | 2–1 | 2–0 | 3–0 | 0–0 | 2–0 | 3–1 | 1–0 | 2–1 | 0–0 | 0–0 | 3–1 | 0–0 | 1–1 | 1–1 | 1–0 | 0–0 | 3–1 | 1–0 | —   | 3–1 |
| UD Vecindario                 | 0–1 | 3–0 | 0–1 | 0–1 | 3–0 | 2–0 | 2–1 | 1–0 | 3–1 | 3–0 | 4–1 | 1–0 | 1–1 | 3–1 | 0–1 | 0–0 | 2–1 | 2–2 | 1–1 | —   |

#### Máximos goleadores
| #   | Jugador                | Equipo          | Goles |
| --- | ---------------------- | --------------- | ----- |
| 1.º | Yuri de Souza          | Pontevedra CF   | 22    |
| 2.º | Goran Marić            | Celta de Vigo B | 15    |
|     | Alberto Noah Rodríguez | CD San Isidro   | 15    |
| 4.º | Igor de Souza          | Pontevedra CF   | 14    |
| 5.º | Charles Díaz           | Pontevedra CF   | 13    |
| 6.º | Marcos Márquez         | UD Las Palmas   | 12    |

#### Porteros menos goleados
| #   | Jugador           | Equipo                    | Goles | Partidos | Promedio |
| --- | ----------------- | ------------------------- | ----- | -------- | -------- |
| 1.º | Moisés Trujillo   | Universidad de Las Palmas | 14    | 30       | 0,47     |
| 2.º | Nicolas Bonis     | Pontevedra CF             | 21    | 30       | 0,70     |
| 3.º | Ángel Pindado     | UD Las Palmas             | 22    | 30       | 0,73     |
| 4   | Ramón Sánchez     | UD Pájara Playas          | 32    | 37       | 0,86     |
| 5.º | Alberto Cifuentes | Rayo Vallecano            | 33    | 36       | 0,92     |
| 6.º | Gonzalo López     | UD S.S. de los Reyes      | 34    | 37       | 0,92     |

### Grupo II

#### Clasificación
| Pos. | Equipo                    | Pts. | PJ | G  | E  | P  | GF | GC | Dif. | Clasificación                     |
| ---- | ------------------------- | ---- | -- | -- | -- | -- | -- | -- | ---- | --------------------------------- |
| 1    | U. D. Salamanca (A)       | 75   | 38 | 22 | 9  | 7  | 61 | 33 | +28  | Acceso a Promoción de ascenso     |
| 2    | Real Sociedad "B"         | 65   | 38 | 20 | 5  | 13 | 60 | 34 | +26  | Acceso a Promoción de ascenso     |
| 3    | Burgos C. F.              | 64   | 38 | 17 | 13 | 8  | 48 | 38 | +10  | Acceso a Promoción de ascenso     |
| 4    | S. D. Ponferradina (A)    | 62   | 38 | 16 | 14 | 8  | 47 | 32 | +15  | Acceso a Promoción de ascenso     |
| 5    | Real Unión Club           | 56   | 38 | 15 | 11 | 12 | 46 | 30 | +16  |                                   |
| 6    | Athletic Club "B"         | 55   | 38 | 14 | 13 | 11 | 40 | 34 | +6   |                                   |
| 7    | Real Oviedo               | 55   | 38 | 14 | 13 | 11 | 37 | 35 | +2   |                                   |
| 8    | Racing de Santander "B"   | 54   | 38 | 14 | 12 | 12 | 47 | 42 | +5   |                                   |
| 9    | S. D. Lemona              | 53   | 38 | 13 | 14 | 11 | 27 | 25 | +2   |                                   |
| 10   | Real Valladolid C. F. "B" | 50   | 38 | 12 | 14 | 12 | 52 | 42 | +10  |                                   |
| 11   | Marino de Luanco          | 50   | 38 | 13 | 11 | 14 | 38 | 37 | +1   |                                   |
| 12   | C. F. Palencia            | 49   | 38 | 12 | 13 | 13 | 36 | 34 | +2   |                                   |
| 13   | Zamora C. F.              | 48   | 38 | 12 | 12 | 14 | 45 | 43 | +2   |                                   |
| 14   | Cultural Leonesa          | 44   | 37 | 11 | 11 | 15 | 37 | 45 | −8   |                                   |
| 15   | Barakaldo C. F.           | 46   | 38 | 11 | 13 | 14 | 32 | 38 | −6   |                                   |
| 16   | Amurrio Club              | 44   | 38 | 10 | 14 | 14 | 36 | 45 | −9   | Acceso a Promoción de permanencia |
| 17   | Cultural Durango (D)      | 41   | 38 | 12 | 5  | 21 | 36 | 59 | −23  | Descenso a Tercera División       |
| 18   | Deportivo Alavés "B" (D)  | 38   | 38 | 10 | 8  | 20 | 32 | 55 | −23  | Descenso a Tercera División       |
| 19   | Club Portugalete (D)      | 37   | 38 | 7  | 16 | 15 | 32 | 55 | −23  | Descenso a Tercera División       |
| 20   | Zalla U. C. (D)           | 35   | 38 | 8  | 11 | 19 | 36 | 66 | −30  | Descenso a Tercera División       |

 Fuente: BDFutbol
Criterios de clasificación: Puntos · Enfrentamientos directos · Diferencia de goles · Goles a favor · Play-off

#### Resultados
| Local \ Visitante       | Ala | Amu | Bar | Bil | Bur | CDu | CLe | Lem | Mar | Ovi | Pal | Pon | Por | Rac | RSo | RUn | Sal | Val | Zal | Zam |
| ----------------------- | --- | --- | --- | --- | --- | --- | --- | --- | --- | --- | --- | --- | --- | --- | --- | --- | --- | --- | --- | --- |
| Deportivo Alavés "B"    | —   | 1–1 | 1–1 | 0–1 | 0–0 | 4–3 | 0–1 | 1–0 | 0–1 | 0–0 | 1–0 | 1–0 | 1–0 | 2–1 | 0–2 | 1–3 | 0–3 | 0–2 | 1–3 | 3–1 |
| Amurrio Club            | 3–2 | —   | 2–1 | 0–0 | 1–1 | 1–2 | 1–0 | 2–0 | 2–2 | 0–1 | 0–2 | 0–0 | 2–0 | 2–2 | 3–1 | 1–1 | 0–0 | 2–1 | 0–3 | 1–0 |
| Barakaldo CF            | 4–1 | 1–0 | —   | 0–0 | 3–1 | 0–0 | 1–1 | 0–0 | 1–0 | 1–0 | 1–0 | 0–3 | 2–0 | 0–1 | 0–0 | 0–1 | 1–1 | 0–0 | 0–1 | 1–0 |
| Athletic Club "B"       | 2–0 | 1–1 | 1–0 | —   | 4–2 | 1–0 | 1–0 | 0–0 | 1–0 | 3–1 | 2–2 | 0–0 | 1–0 | 1–0 | 0–1 | 0–1 | 3–1 | 0–1 | 1–1 | 1–3 |
| Burgos CF               | 1–2 | 2–0 | 2–2 | 1–0 | —   | 2–1 | 1–1 | 2–1 | 1–0 | 1–1 | 0–0 | 1–0 | 2–1 | 0–0 | 1–0 | 2–1 | 1–2 | 2–1 | 1–0 | 2–0 |
| Cultural Durango        | 1–0 | 1–0 | 0–0 | 0–2 | 1–3 | —   | 3–1 | 0–0 | 0–1 | 1–0 | 0–0 | 6–0 | 1–2 | 4–1 | 1–0 | 1–0 | 0–2 | 0–3 | 2–1 | 2–1 |
| Cultural Leonesa        | 1–0 | 3–0 | 2–2 | 1–0 | 2–2 | 3–1 | —   | 1–0 | 1–1 | 0–0 | 1–2 | 0–1 | 1–1 | 0–0 | 0–3 | 1–0 | 1–4 | 0–3 | 2–1 | 1–2 |
| SD Lemona               | 0–0 | 1–0 | 0–0 | 1–1 | 0–0 | 1–0 | 1–0 | —   | 1–0 | 0–0 | 1–0 | 1–0 | 1–0 | 3–1 | 0–1 | 1–0 | 3–0 | 0–0 | 3–1 | 1–1 |
| Marino de Luanco        | 1–0 | 3–1 | 2–0 | 1–2 | 2–2 | 5–0 | 0–2 | 0–3 | —   | 0–0 | 0–0 | 1–4 | 4–2 | 1–0 | 1–0 | 0–1 | 0–0 | 1–1 | 1–0 | 2–1 |
| Real Oviedo             | 1–2 | 2–2 | 2–1 | 2–2 | 0–1 | 3–1 | 0–0 | 1–0 | 0–1 | —   | 2–1 | 0–1 | 1–0 | 0–0 | 1–2 | 3–1 | 1–1 | 1–1 | 1–0 | 1–0 |
| CF Palencia             | 3–2 | 0–0 | 0–0 | 3–1 | 0–3 | 0–1 | 1–1 | 0–0 | 0–2 | 0–1 | —   | 1–1 | 3–1 | 0–0 | 1–0 | 0–1 | 0–0 | 3–0 | 5–2 | 1–0 |
| SD Ponferradina         | 3–0 | 2–2 | 1–0 | 3–1 | 2–1 | 3–0 | 2–1 | 1–1 | 0–0 | 1–1 | 2–1 | —   | 4–0 | 0–3 | 1–0 | 0–0 | 0–1 | 0–0 | 4–0 | 2–0 |
| Club Portugalete        | 0–0 | 2–1 | 2–1 | 1–1 | 0–0 | 2–1 | 1–0 | 0–0 | 0–0 | 0–3 | 0–0 | 0–0 | —   | 0–1 | 1–1 | 2–0 | 3–2 | 1–1 | 1–1 | 1–1 |
| Racing de Santander "B" | 2–2 | 2–0 | 1–2 | 1–0 | 1–1 | 1–0 | 0–0 | 1–0 | 3–2 | 4–0 | 3–2 | 2–3 | 4–1 | —   | 0–2 | 1–1 | 2–1 | 1–1 | 5–2 | 0–0 |
| Real Sociedad "B"       | 3–0 | 1–0 | 0–1 | 2–1 | 3–1 | 1–0 | 5–1 | 4–0 | 3–1 | 2–3 | 0–1 | 2–1 | 1–1 | 3–1 | —   | 1–0 | 4–1 | 0–0 | 1–1 | 3–2 |
| Real Unión Club         | 0–0 | 1–0 | 3–1 | 1–1 | 0–1 | 2–0 | 0–1 | 0–0 | 1–0 | 1–1 | 1–1 | 0–0 | 5–0 | 2–0 | 1–0 | —   | 1–2 | 3–0 | 3–0 | 1–1 |
| UD Salamanca            | 3–1 | 2–2 | 2–0 | 1–1 | 3–1 | 3–0 | 1–0 | 1–0 | 1–0 | 1–0 | 0–1 | 1–1 | 3–1 | 2–0 | 2–1 | 2–0 | —   | 4–1 | 4–0 | 0–1 |
| Real Valladolid CF "B"  | 2–1 | 1–2 | 4–2 | 1–1 | 3–1 | 5–0 | 0–2 | 2–0 | 0–0 | 0–1 | 0–1 | 3–0 | 1–1 | 0–2 | 3–0 | 2–2 | 1–2 | —   | 5–1 | 0–0 |
| Zalla UC                | 1–0 | 0–1 | 1–2 | 1–0 | 0–2 | 2–2 | 1–2 | 0–2 | 0–0 | 1–2 | 2–0 | 1–1 | 2–2 | 2–0 | 0–7 | 2–1 | 0–0 | 1–1 | —   | 1–1 |
| Zamora CF               | 1–2 | 0–0 | 2–0 | 0–2 | 0–0 | 3–0 | 3–2 | 4–1 | 3–2 | 2–0 | 2–1 | 0–0 | 2–2 | 0–0 | 2–0 | 1–3 | 1–2 | 4–2 | 0–0 | —   |

#### Máximos goleadores
| #   | Jugador               | Equipo            | Goles |
| --- | --------------------- | ----------------- | ----- |
| 1.º | Iñigo Díaz de Cerio   | Real Sociedad B   | 24    |
| 2.º | Nicolás Fedor, 'Miku' | UD Salamanca      | 18    |
| 3.º | Nacho García          | Real Oviedo       | 14    |
|     | Borja Pérez-Peñas     | Real Valladolid B | 14    |
| 5.º | Cristóbal Carreño     | Real Valladolid B | 13    |

#### Porteros menos goleados
| #   | Jugador        | Equipo          | Goles | Partidos | Promedio |
| --- | -------------- | --------------- | ----- | -------- | -------- |
| 1.º | Zigor Goikuria | SD Lemona       | 25    | 37       | 0,68     |
| 2.º | Xabier Otermin | Real Unión      | 23    | 33       | 0,70     |
| 3.º | Mikel Saizar   | Real Sociedad B | 20    | 27       | 0,74     |
| 4.º | Felip Ortiz    | UD Salamanca    | 29    | 36       | 0,81     |
| 5.º | Manuel Rubio   | SD Ponferradina | 30    | 35       | 0,86     |
|     | Dani Roiz      | CF Palencia     | 33    | 37       | 0,86     |

### Grupo III

#### Clasificación
| Pos. | Equipo                   | Pts. | PJ | G  | E  | P  | GF | GC | Dif. | Clasificación                     |
| ---- | ------------------------ | ---- | -- | -- | -- | -- | -- | -- | ---- | --------------------------------- |
| 1    | C. F. Badalona           | 67   | 38 | 20 | 7  | 11 | 52 | 45 | +7   | Acceso a Promoción de ascenso     |
| 2    | Levante U. D. "B"        | 66   | 38 | 18 | 12 | 8  | 43 | 26 | +17  | Acceso a Promoción de ascenso     |
| 3    | Alicante C. F.           | 66   | 38 | 18 | 12 | 8  | 60 | 34 | +26  | Acceso a Promoción de ascenso     |
| 4    | U. D. A. Gramenet        | 66   | 38 | 19 | 9  | 10 | 51 | 34 | +17  | Acceso a Promoción de ascenso     |
| 5    | C. D. Alcoyano           | 64   | 38 | 18 | 10 | 10 | 43 | 29 | +14  |                                   |
| 6    | F. C. Barcelona "B"      | 63   | 38 | 19 | 6  | 13 | 60 | 41 | +19  |                                   |
| 7    | Benidorm C. D.           | 61   | 38 | 15 | 16 | 7  | 59 | 40 | +19  |                                   |
| 8    | Villajoyosa C. F.        | 58   | 38 | 16 | 10 | 12 | 49 | 50 | −1   |                                   |
| 9    | C. A. Osasuna "B"        | 57   | 38 | 14 | 15 | 9  | 44 | 39 | +5   |                                   |
| 10   | Terrassa F. C.           | 56   | 38 | 16 | 8  | 14 | 48 | 43 | +5   |                                   |
| 11   | U. E. Sant Andreu        | 55   | 38 | 15 | 10 | 13 | 47 | 40 | +7   |                                   |
| 12   | C. E. L'Hospitalet       | 48   | 38 | 13 | 9  | 16 | 56 | 50 | +6   |                                   |
| 13   | C. D. Alfaro             | 44   | 38 | 10 | 14 | 14 | 26 | 38 | −12  |                                   |
| 14   | U. E. Figueres           | 43   | 38 | 11 | 10 | 17 | 36 | 48 | −12  |                                   |
| 15   | Logroñés C. F.           | 42   | 38 | 10 | 12 | 16 | 24 | 39 | −15  |                                   |
| 16   | S. D. Huesca             | 42   | 38 | 10 | 12 | 16 | 30 | 43 | −13  | Acceso a Promoción de permanencia |
| 17   | C. F. Reus Deportiu (D)  | 39   | 38 | 9  | 12 | 17 | 44 | 58 | −14  | Descenso a Tercera División       |
| 18   | C. E. Sabadell F. C. (D) | 37   | 38 | 8  | 13 | 17 | 39 | 54 | −15  | Descenso a Tercera División       |
| 19   | Real Zaragoza "B" (D)    | 35   | 38 | 9  | 8  | 21 | 34 | 54 | −20  | Descenso a Tercera División       |
| 20   | C. M. Peralta (D)        | 24   | 38 | 5  | 9  | 24 | 27 | 77 | −50  | Descenso a Tercera División       |

 Fuente: BDFutbol
Criterios de clasificación: Puntos · Enfrentamientos directos · Diferencia de goles · Goles a favor · Play-off

#### Resultados
| Local \ Visitante    | Alc | Alf | Ali | Bad | Bar | Ben | Fig | Gra | Hos | Hue | Lev | Log | Osa | Per | Reu | Sab | SAn | Ter | Vil | Zar |
| -------------------- | --- | --- | --- | --- | --- | --- | --- | --- | --- | --- | --- | --- | --- | --- | --- | --- | --- | --- | --- | --- |
| CD Alcoyano          | —   | 0–0 | 2–1 | 1–0 | 2–0 | 1–1 | 0–0 | 1–1 | 1–0 | 1–0 | 2–0 | 2–1 | 1–1 | 2–1 | 2–1 | 0–1 | 2–1 | 0–1 | 2–1 | 2–0 |
| CD Alfaro            | 0–2 | —   | 0–3 | 0–0 | 2–1 | 0–1 | 1–0 | 0–2 | 0–0 | 1–0 | 1–0 | 1–0 | 0–1 | 1–1 | 1–1 | 2–0 | 0–0 | 2–2 | 1–1 | 2–0 |
| Alicante CF          | 1–1 | 1–0 | —   | 3–0 | 2–1 | 2–2 | 0–2 | 0–0 | 3–3 | 0–0 | 1–2 | 3–0 | 1–0 | 0–1 | 4–1 | 4–2 | 1–0 | 2–1 | 1–0 | 1–1 |
| CF Badalona          | 3–2 | 3–0 | 2–0 | —   | 0–4 | 1–1 | 2–1 | 1–1 | 5–1 | 0–0 | 0–1 | 2–1 | 1–1 | 2–1 | 2–1 | 4–3 | 2–1 | 3–2 | 3–2 | 1–0 |
| FC Barcelona "B"     | 1–0 | 0–1 | 1–0 | 1–1 | —   | 2–3 | 2–0 | 3–1 | 2–1 | 1–2 | 1–1 | 3–0 | 3–1 | 3–1 | 4–0 | 3–0 | 0–2 | 1–1 | 4–0 | 2–1 |
| Benidorm CD          | 1–1 | 1–1 | 1–1 | 1–0 | 2–0 | —   | 5–0 | 0–2 | 0–0 | 4–0 | 0–1 | 2–0 | 2–0 | 4–0 | 2–2 | 2–1 | 2–0 | 3–1 | 0–0 | 4–0 |
| UE Figueres          | 2–1 | 2–2 | 1–1 | 2–1 | 0–2 | 1–2 | —   | 0–1 | 3–2 | 0–1 | 2–0 | 0–1 | 1–1 | 2–0 | 2–1 | 0–0 | 1–1 | 0–1 | 1–1 | 0–2 |
| UDA Gramenet         | 1–0 | 2–0 | 0–2 | 2–0 | 4–0 | 2–0 | 5–1 | —   | 3–2 | 1–0 | 1–2 | 1–1 | 1–1 | 3–0 | 2–1 | 2–1 | 2–1 | 3–0 | 0–0 | 2–1 |
| CE L'Hospitalet      | 0–1 | 3–1 | 1–2 | 0–1 | 1–1 | 2–1 | 2–0 | 0–1 | —   | 1–1 | 0–0 | 1–0 | 1–1 | 5–1 | 4–1 | 2–0 | 2–1 | 1–2 | 1–3 | 4–0 |
| SD Huesca            | 1–0 | 1–0 | 1–1 | 1–2 | 1–2 | 1–2 | 1–0 | 0–1 | 2–1 | —   | 1–0 | 1–1 | 1–1 | 2–0 | 1–2 | 0–0 | 0–0 | 1–1 | 1–1 | 0–2 |
| Levante UD "B"       | 0–0 | 0–0 | 0–4 | 2–0 | 1–0 | 1–0 | 2–0 | 4–0 | 0–0 | 1–1 | —   | 2–1 | 3–0 | 2–2 | 1–0 | 0–0 | 1–1 | 1–0 | 3–0 | 1–0 |
| Logroñés CF          | 0–0 | 0–0 | 0–2 | 1–0 | 0–0 | 1–1 | 0–2 | 2–0 | 0–3 | 1–0 | 0–1 | —   | 0–2 | 2–0 | 1–1 | 0–2 | 0–0 | 1–0 | 0–0 | 2–0 |
| Atlético Osasuna "B" | 2–1 | 1–2 | 1–1 | 2–0 | 2–2 | 3–2 | 0–0 | 2–1 | 2–2 | 2–1 | 0–0 | 1–2 | —   | 1–0 | 1–0 | 2–0 | 2–3 | 0–1 | 1–1 | 2–0 |
| CM Peralta           | 1–3 | 2–1 | 0–4 | 0–1 | 0–3 | 1–1 | 0–3 | 1–1 | 0–2 | 2–0 | 1–3 | 1–0 | 1–1 | —   | 1–0 | 0–0 | 0–3 | 0–4 | 0–3 | 1–1 |
| CF Reus Deportiu     | 1–3 | 1–1 | 1–1 | 1–1 | 3–1 | 1–2 | 1–1 | 1–0 | 3–2 | 0–0 | 1–0 | 0–0 | 1–2 | 3–1 | —   | 1–1 | 1–3 | 2–1 | 2–3 | 1–1 |
| CE Sabadell FC       | 2–1 | 1–0 | 0–0 | 0–1 | 1–2 | 2–2 | 1–2 | 0–0 | 1–3 | 4–2 | 0–3 | 3–1 | 0–1 | 2–2 | 1–1 | —   | 1–1 | 2–1 | 1–1 | 4–1 |
| UE Sant Andreu       | 2–1 | 2–1 | 3–1 | 1–2 | 0–3 | 1–1 | 1–2 | 1–0 | 3–1 | 2–3 | 0–0 | 0–0 | 1–1 | 1–0 | 2–1 | 2–1 | —   | 3–0 | 2–0 | 1–0 |
| Terrassa FC          | 0–1 | 0–0 | 2–1 | 1–2 | 3–0 | 1–1 | 1–0 | 2–0 | 2–0 | 2–0 | 2–1 | 1–1 | 1–1 | 4–2 | 2–0 | 1–1 | 2–0 | —   | 0–1 | 0–3 |
| Villajoyosa CF       | 0–1 | 3–0 | 0–1 | 3–1 | 1–0 | 3–0 | 2–1 | 1–1 | 2–1 | 3–0 | 2–1 | 0–1 | 0–1 | 1–1 | 1–3 | 1–0 | 2–1 | 3–1 | —   | 2–0 |
| Real Zaragoza "B"    | 0–0 | 0–1 | 1–4 | 0–2 | 0–1 | 1–1 | 1–1 | 2–1 | 0–1 | 0–2 | 2–2 | 1–2 | 1–0 | 3–1 | 0–2 | 3–0 | 1–0 | 0–1 | 2–1 | —   |

#### Máximos goleadores
| #   | Jugador                    | Equipo          | Goles |
| --- | -------------------------- | --------------- | ----- |
| 1.º | Sendoa Aguirre             | Alicante CF     | 22    |
| 2.º | Alejandro Torres, 'Chando' | CF Reus         | 17    |
| 3.º | Sergio Postigo             | CE L'Hospitalet | 16    |
|     | Gorka Pintado              | UDA Gramanet    | 16    |
| 5.º | Antonio Cañadas            | CD Sabadell     | 15    |
|     | Joan Verdú                 | FC Barcelona B  | 15    |

#### Porteros menos goleados
| #   | Jugador                     | Equipo         | Goles | Partidos | Promedio |
| --- | --------------------------- | -------------- | ----- | -------- | -------- |
| 1.º | Fernando Maestro            | CD Alcoyano    | 29    | 38       | 0,76     |
| 2.º | José María Giménez, 'Chema' | Alicante CF    | 28    | 34       | 0,82     |
| 3.º | David Atiega                | CD Alfaro      | 28    | 32       | 0,88     |
| 4.º | Juan Carlos Castilla        | UDA Gramanet   | 34    | 38       | 0,89     |
| 5.º | Emilio Muñoz                | Villajoyosa CF | 36    | 37       | 0,97     |

### Grupo IV

#### Clasificación
| Pos. | Equipo                | Pts. | PJ | G  | E  | P  | GF | GC | Dif. | Clasificación                     |
| ---- | --------------------- | ---- | -- | -- | -- | -- | -- | -- | ---- | --------------------------------- |
| 1    | F. C. Cartagena       | 73   | 38 | 21 | 10 | 7  | 54 | 33 | +21  | Acceso a Promoción de ascenso     |
| 2    | Águilas C. F.         | 65   | 38 | 18 | 11 | 9  | 46 | 30 | +16  | Acceso a Promoción de ascenso     |
| 3    | Sevilla F. C. "B"     | 60   | 38 | 15 | 15 | 8  | 48 | 30 | +18  | Acceso a Promoción de ascenso     |
| 4    | C. D. Linares         | 60   | 38 | 16 | 12 | 10 | 39 | 31 | +8   | Acceso a Promoción de ascenso     |
| 5    | Écija Balompié        | 56   | 38 | 15 | 11 | 12 | 46 | 34 | +12  |                                   |
| 6    | Córdoba C. F.         | 55   | 38 | 13 | 16 | 9  | 57 | 46 | +11  |                                   |
| 7    | C. D. Badajoz (D)     | 54   | 38 | 15 | 9  | 14 | 36 | 34 | +2   | Descenso a Tercera División       |
| 8    | C. D. Alcalá          | 53   | 38 | 14 | 11 | 13 | 37 | 39 | −2   |                                   |
| 9    | Mérida U. D.          | 52   | 38 | 14 | 10 | 14 | 40 | 43 | −3   |                                   |
| 10   | A. D. Ceuta           | 52   | 38 | 10 | 22 | 6  | 43 | 31 | +12  |                                   |
| 11   | C. F. Extremadura     | 52   | 38 | 15 | 7  | 16 | 52 | 48 | +4   |                                   |
| 12   | U. D. Marbella        | 52   | 38 | 13 | 13 | 12 | 41 | 41 | 0    |                                   |
| 13   | Real Jaén C. F.       | 51   | 38 | 13 | 12 | 13 | 41 | 41 | 0    |                                   |
| 14   | Talavera C. F.        | 50   | 38 | 13 | 11 | 14 | 56 | 53 | +3   |                                   |
| 15   | C. D. Villanueva      | 46   | 38 | 12 | 10 | 16 | 45 | 61 | −16  |                                   |
| 16   | C. D. Baza            | 45   | 38 | 10 | 15 | 13 | 38 | 39 | −1   | Acceso a Promoción de permanencia |
| 17   | U. D. Almansa (D)     | 43   | 38 | 10 | 13 | 15 | 35 | 43 | −8   | Descenso a Tercera División       |
| 18   | U. B. Conquense (D)   | 39   | 38 | 10 | 9  | 19 | 36 | 57 | −21  | Descenso a Tercera División       |
| 19   | Algeciras C. F. (D)   | 36   | 38 | 8  | 12 | 18 | 38 | 55 | −17  | Descenso a Tercera División       |
| 20   | C. D. Díter Zafra (D) | 28   | 38 | 7  | 7  | 24 | 37 | 76 | −39  | Descenso a Tercera División       |

 Fuente: BDFutbol
Criterios de clasificación: Puntos · Enfrentamientos directos · Diferencia de goles · Goles a favor · Play-off
Notas:
1. ↑  El C. D. Badajoz descendió a Tercera División por motivos económicos.

#### Resultados
| Local \ Visitante | Agu | Alc | Alg | Alm | Bad | Baz | Car | Ceu | Con | Cor | Dit | Eci | Ext | Jaé | Lin | Mar | Mér | Sev | Tal | Vil |
| ----------------- | --- | --- | --- | --- | --- | --- | --- | --- | --- | --- | --- | --- | --- | --- | --- | --- | --- | --- | --- | --- |
| Águilas CF        | —   | 1–0 | 1–1 | 2–1 | 0–2 | 3–0 | 1–0 | 2–0 | 2–0 | 1–1 | 2–0 | 2–1 | 3–0 | 2–1 | 1–0 | 0–1 | 3–2 | 1–1 | 2–1 | 1–0 |
| CD Alcalá         | 1–1 | —   | 1–0 | 2–0 | 2–0 | 2–1 | 1–0 | 1–0 | 1–2 | 2–2 | 2–1 | 1–0 | 1–0 | 0–1 | 1–2 | 1–0 | 0–1 | 1–2 | 0–0 | 2–1 |
| Algeciras CF      | 1–2 | 1–0 | —   | 1–1 | 0–0 | 0–2 | 2–1 | 0–0 | 0–0 | 1–2 | 1–3 | 0–0 | 3–2 | 2–0 | 2–2 | 0–2 | 2–1 | 0–2 | 1–2 | 2–3 |
| UD Almansa        | 0–0 | 3–0 | 0–2 | —   | 1–0 | 1–1 | 0–1 | 1–1 | 1–0 | 2–2 | 3–1 | 4–0 | 0–2 | 2–1 | 0–1 | 0–1 | 2–2 | 0–2 | 2–1 | 2–0 |
| CD Badajoz        | 1–0 | 1–3 | 1–3 | 1–0 | —   | 0–1 | 0–2 | 1–1 | 0–1 | 0–0 | 1–0 | 0–1 | 2–0 | 3–1 | 2–1 | 1–0 | 0–1 | 1–1 | 2–1 | 0–0 |
| CD Baza           | 0–1 | 1–0 | 2–0 | 0–0 | 0–1 | —   | 2–1 | 1–1 | 6–0 | 1–1 | 4–1 | 2–1 | 3–2 | 0–3 | 0–1 | 0–0 | 2–0 | 0–0 | 1–2 | 0–0 |
| FC Cartagena      | 2–1 | 1–1 | 3–1 | 2–1 | 1–0 | 2–1 | —   | 1–1 | 1–1 | 2–1 | 3–0 | 1–0 | 2–0 | 2–0 | 1–0 | 2–0 | 2–0 | 2–2 | 3–3 | 1–0 |
| AD Ceuta          | 0–0 | 0–0 | 0–0 | 1–1 | 0–1 | 2–1 | 0–0 | —   | 2–0 | 1–1 | 4–0 | 3–4 | 0–0 | 2–1 | 1–1 | 2–0 | 1–2 | 0–0 | 1–1 | 2–0 |
| UB Conquense      | 2–0 | 2–2 | 2–1 | 1–1 | 1–2 | 0–0 | 0–0 | 0–4 | —   | 1–4 | 1–1 | 0–1 | 3–5 | 2–3 | 2–0 | 3–0 | 1–2 | 0–2 | 3–2 | 2–1 |
| Córdoba CF        | 1–0 | 1–0 | 1–1 | 4–0 | 3–1 | 1–1 | 1–2 | 2–2 | 2–0 | —   | 3–1 | 2–4 | 0–4 | 1–0 | 0–2 | 1–3 | 0–1 | 1–1 | 2–3 | 0–0 |
| CD Díter Zafra    | 3–2 | 1–1 | 2–2 | 0–0 | 0–4 | 1–1 | 1–3 | 0–1 | 1–2 | 0–5 | —   | 2–3 | 1–5 | 1–0 | 1–0 | 0–3 | 1–2 | 2–2 | 0–2 | 3–0 |
| Écija Balompié    | 1–1 | 1–0 | 2–1 | 1–1 | 0–1 | 4–0 | 0–0 | 0–0 | 2–0 | 0–0 | 4–1 | —   | 2–0 | 0–0 | 1–0 | 0–2 | 1–1 | 2–1 | 1–2 | 0–0 |
| CF Extremadura    | 1–1 | 1–2 | 2–1 | 1–0 | 2–0 | 2–2 | 2–3 | 1–2 | 1–0 | 0–0 | 2–1 | 1–0 | —   | 0–0 | 0–0 | 1–2 | 0–1 | 0–1 | 3–2 | 4–0 |
| Real Jaén CF      | 1–1 | 3–0 | 2–1 | 2–0 | 1–1 | 0–0 | 3–1 | 0–0 | 1–0 | 0–0 | 2–1 | 0–4 | 3–0 | —   | 0–0 | 2–2 | 1–4 | 1–0 | 1–0 | 3–0 |
| CD Linares        | 1–1 | 0–0 | 2–0 | 0–2 | 1–1 | 1–0 | 2–0 | 2–2 | 0–2 | 1–1 | 1–0 | 1–0 | 2–1 | 2–1 | —   | 2–0 | 2–0 | 1–0 | 1–0 | 3–1 |
| UD Marbella       | 1–1 | 1–2 | 1–1 | 0–1 | 1–1 | 1–0 | 0–0 | 1–1 | 1–1 | 1–3 | 1–0 | 1–1 | 0–1 | 0–0 | 3–1 | —   | 1–2 | 1–1 | 1–0 | 2–1 |
| Mérida UD         | 1–0 | 1–1 | 1–2 | 0–0 | 0–0 | 2–0 | 0–0 | 0–0 | 3–1 | 1–1 | 0–3 | 2–1 | 1–2 | 3–0 | 1–1 | 0–1 | —   | 0–2 | 0–0 | 0–1 |
| Sevilla FC "B"    | 0–1 | 0–0 | 1–1 | 3–0 | 1–0 | 0–0 | 1–2 | 1–2 | 1–0 | 1–2 | 2–0 | 0–0 | 2–1 | 0–0 | 2–1 | 1–1 | 3–0 | —   | 4–1 | 1–1 |
| Talavera CF       | 1–0 | 3–0 | 4–0 | 3–1 | 1–3 | 1–1 | 1–2 | 2–2 | 0–0 | 3–2 | 0–1 | 0–3 | 0–0 | 1–1 | 0–0 | 3–3 | 4–2 | 1–2 | —   | 2–1 |
| CD Villanueva     | 0–3 | 3–3 | 2–1 | 1–1 | 2–1 | 1–1 | 3–2 | 2–1 | 1–0 | 2–3 | 2–2 | 1–0 | 2–3 | 3–2 | 1–1 | 4–2 | 1–0 | 3–2 | 1–3 | —   |

#### Máximos goleadores
| #   | Jugador                    | Equipo         | Goles |
| --- | -------------------------- | -------------- | ----- |
| 1.º | Jaime Asensio, 'Asen'      | CF Extremadura | 21    |
| 2.º | Edu Espada                 | Talavera CF    | 20    |
| 3.º | Javi Moreno                | Córdoba CF     | 18    |
| 4.º | Sabino Sánchez             | FC Cartagena   | 17    |
| 5.º | Jesús María Bernal, 'Puli' | Écija Balompié | 16    |

#### Porteros menos goleados
| #   | Jugador             | Equipo     | Goles | Partidos | Promedio |
| --- | ------------------- | ---------- | ----- | -------- | -------- |
| 1.º | Javi Varas          | Sevilla B  | 17    | 27       | 0,63     |
| 2.º | Óscar Benito        | CD Linares | 26    | 36       | 0,72     |
| 3.º | Garikoitz Basauri   | AD Ceuta   | 25    | 32       | 0,78     |
| 4.º | Félix Campo         | CD Baza    | 36    | 37       | 0,97     |
| 5.º | José María Galisteo | UD Almansa | 36    | 35       | 1,03     |

## Promoción de ascenso a Segunda División
- Se clasifican los siguientes equipos a la promoción de ascenso:

| Pos                                              | Grupo I             | Grupo II          | Grupo III      | Grupo IV       |
| ------------------------------------------------ | ------------------- | ----------------- | -------------- | -------------- |
| 1º                                               | Universidad LPGC CF | UD Salamanca      | CF Badalona    | FC Cartagena   |
| 2º                                               | Pontevedra CF       | Real Sociedad "B" | Levante UD "B" | Águilas CF     |
| 3º                                               | UD Las Palmas       | Burgos CF         | Alicante CF    | Sevilla FC "B" |
| 4º                                               | UD Vecindario       | SD Ponferradina   | UDA Gramenet   | CD Linares     |
| En negrita equipos que suben a Segunda División. |                     |                   |                |                |

## Promoción de permanencia
- Se clasifican los siguientes equipos a la promoción de permanencia:

| Castillo CF                                         | Amurrio Club | SD Huesca | CD Baza |
| En negrita equipo que desciende a Tercera División. |              |           |         |

## Resumen
Ascienden a Segunda división:
| - Unión Deportiva Las Palmas | - Sociedad Deportiva Ponferradina | - Unión Deportiva Salamanca | - Unión Deportiva Vecindario |

Descienden a Tercera división: 
| Grupo I - Castillo Club de Fútbol - Real Sociedad Deportiva Alcalá - Club Deportivo San Isidro - Club Deportivo Móstoles - Sociedad Deportiva Negreira | Grupo II - Sociedad Cultural Deportiva de Durango - Deportivo Alavés "B" - Club Portugalete - Zalla Unión Club | Grupo III - Club de Futbol Reus Deportiu - Centre d'Esports Sabadell Futbol Club - Real Zaragoza "B" - Club Multideporte Peralta | Grupo IV - Club Deportivo Badajoz - Unión Deportiva Almansa - Unión Balompédica Conquense - Algeciras Club de Fútbol - Club Deportivo Díter Zafra |

Campeones de Segunda División B (título honorífico y en trofeo que no garantiza el ascenso):
| - Universidad de Las Palmas de Gran Canaria Club de Fútbol | - Unión Deportiva Salamanca | - Club de Fútbol Badalona | - Fútbol Club Cartagena |

## Copa del Rey
Los cinco primeros clasificados de cada grupo, exceptuando a los filiales, y los dos siguientes equipos con mejor puntuación en todos los grupos se clasifican para la siguiente edición de la Copa del Rey. La plaza de los filiales la ocupan los siguientes equipos mejor clasificados.